# NS-Baureihe 1600
Die Baureihe 1600 der niederländischen Staatsbahn Nederlandse Spoorwegen (NS) ist eine vierachsige Elektrolokomotivbaureihe aus den Jahren 1980 bis 1983. Sie basiert auf der BB 7200 der französischen SNCF und wurde erstmals 1981 bei den NS in Dienst gestellt.
Die zu den Nez cassés zählende Baureihe 1600 wurde 1978 bestellt, nachdem verschiedene Lokomotivtypen in den 1970er Jahren getestet worden waren. Eine dieser Typen war die BB 7200 der SNCF, deren Prototypmaschine BB 7003 zu Probefahrten in den Niederlanden gastierte. 58 Maschinen der Baureihe 1600 wurden zwischen 1981 und 1983 ausgeliefert. Durch ihr Erscheinen wurden die Baureihen 1000 und 1500 außer Dienst gestellt.

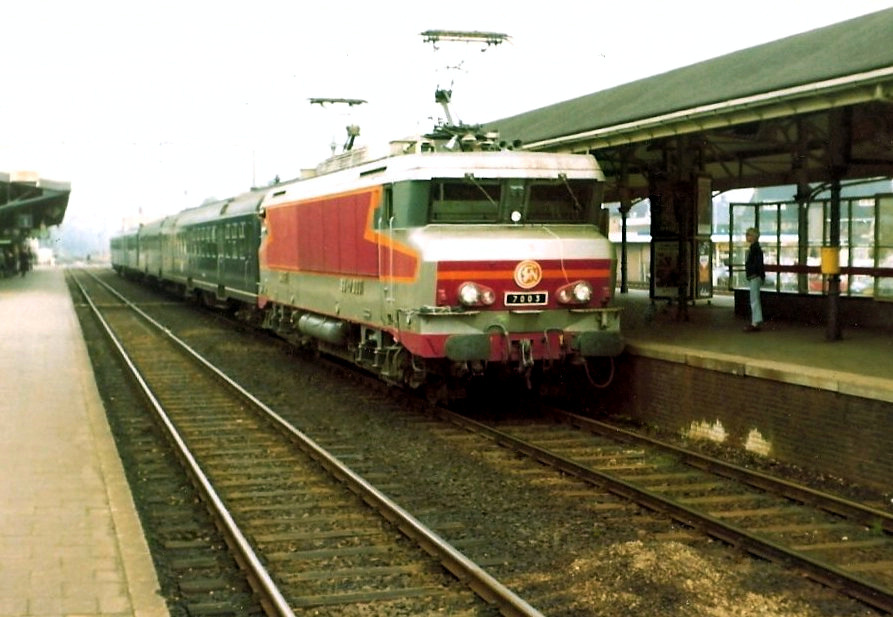
BB 7003 der SNCF im Oktober 1976 in Hilversum

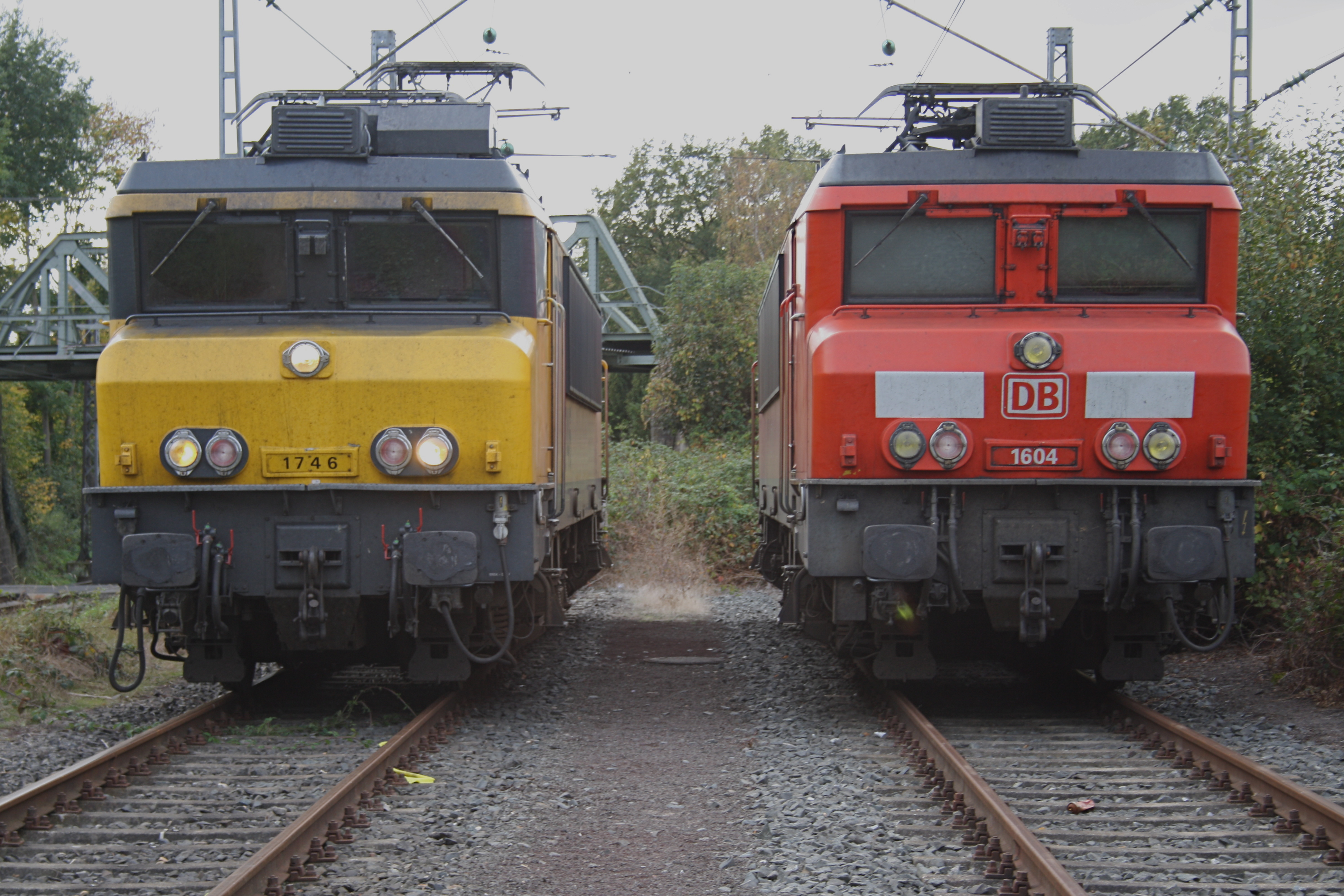
1604 der DB neben 1746 der NS in Bad Bentheim

Die Baureihe 1600 ist nicht nur die stärkste, sondern durch die elektronische Kraftüberwachung auch die ökonomischste Lokomotive, die bei der niederländischen Staatsbahn bis 2014 (Beschaffung von 19 TRAXX F160 MS Baureihe 186) in Dienst gestellt wurde.
Am 19. Februar 1989 zog die Lok 1607 Vlissingen im Rahmen der Feierlichkeiten zum 150-jährigen Jubiläum der niederländischen Eisenbahn einen aus 60 Wagen bestehenden Reisezug von Rotterdam nach Eindhoven. Mit einer Länge von 1601,58 m wurde der Rekord für den längsten Reisezug der Welt aufgestellt, dieser Rekord wurde aber bereits zwei Jahre später – mit 70 Wagen – durch die Lok 2711 der belgischen Staatsbahn NMBS gebrochen.
Als 1999 der Güterverkehrsbereich an Railion überging, behielten die Loks, die übergeben wurden, ihre alte Nummer. Die Nummern der Lokomotiven, die bei NS blieben, wurden insofern abgeändert, als ihre zweiten Ziffern von 6 auf 8 erhöht wurden, also von 1600 auf 1800.
Die Baureihe 1700 ist eine modernisierte Variante der Baureihe 1600. Sie unterscheidet sich von der Reihe 1600 durch verstärkten Einsatz von Elektronik, eine neuere Version der ATB-Zugsicherung (Version 4 statt 3) und ein anderes Bremssystem. Die Lokomotiven 1701–1731 verfügen über eine automatische BSI-Kompaktkupplung für den Einsatz mit DD-AR-Doppelstockwendezügen. Mehrere Lokomotiven dieser Serie wurden bereits außer Betrieb genommen, nachdem sie im Einsatz mit Doppelstockwagen von mDDM-Triebwagen abgelöst wurden. Anfang 2020 waren noch acht Lokomotiven bei den NS im Einsatz. Zuletzt bespannten die verbliebenen Lokomotiven Intercity-Züge zwischen Berlin und Amsterdam ab Bad Bentheim. Zum Fahrplanwechsel 2023/2024 wurden diese jedoch sukzessive durch Mehrsystemlokomotiven des Typs Siemens Vectron ersetzt, wodurch der Lokwechsel in Bad Bentheim entfällt. Die Baureihe 1700 wurde mit einer Abschiedsfahrt am 19. November 2023 sowie einer Sonderbeklebung auf Lokomotiven und Wagen verabschiedet.
Ende 2011 wurde die Lokomotive mit der Nummer 1835 an die Bentheimer Eisenbahn verkauft und trug dort die Nummer BE-E01. 2020 wurde sie an TCS veräußert. Die Maschinen mit den Nummern 1827, 1831, 1834 und 1836 wurden 2011 an LOCON Benelux verkauft, wo sie unter neuen Nummern (9901–9902, 9904–9905) im Einsatz sind. Lok 1832 ging 2012 an die HSL Logistik.
Die inzwischen zu DB Cargo Nederland (vormals Railion) gehörenden neun Lokomotiven wurden 2012 nach und nach in das DB-Farbschema verkehrsrot umlackiert und erhielten das DB-Emblem. 2019 wurden die meisten Lokomotiven ausgemustert, am 4. April 2020 wurde auch das letzte Exemplar abgestellt.

## Lokomotivnamen

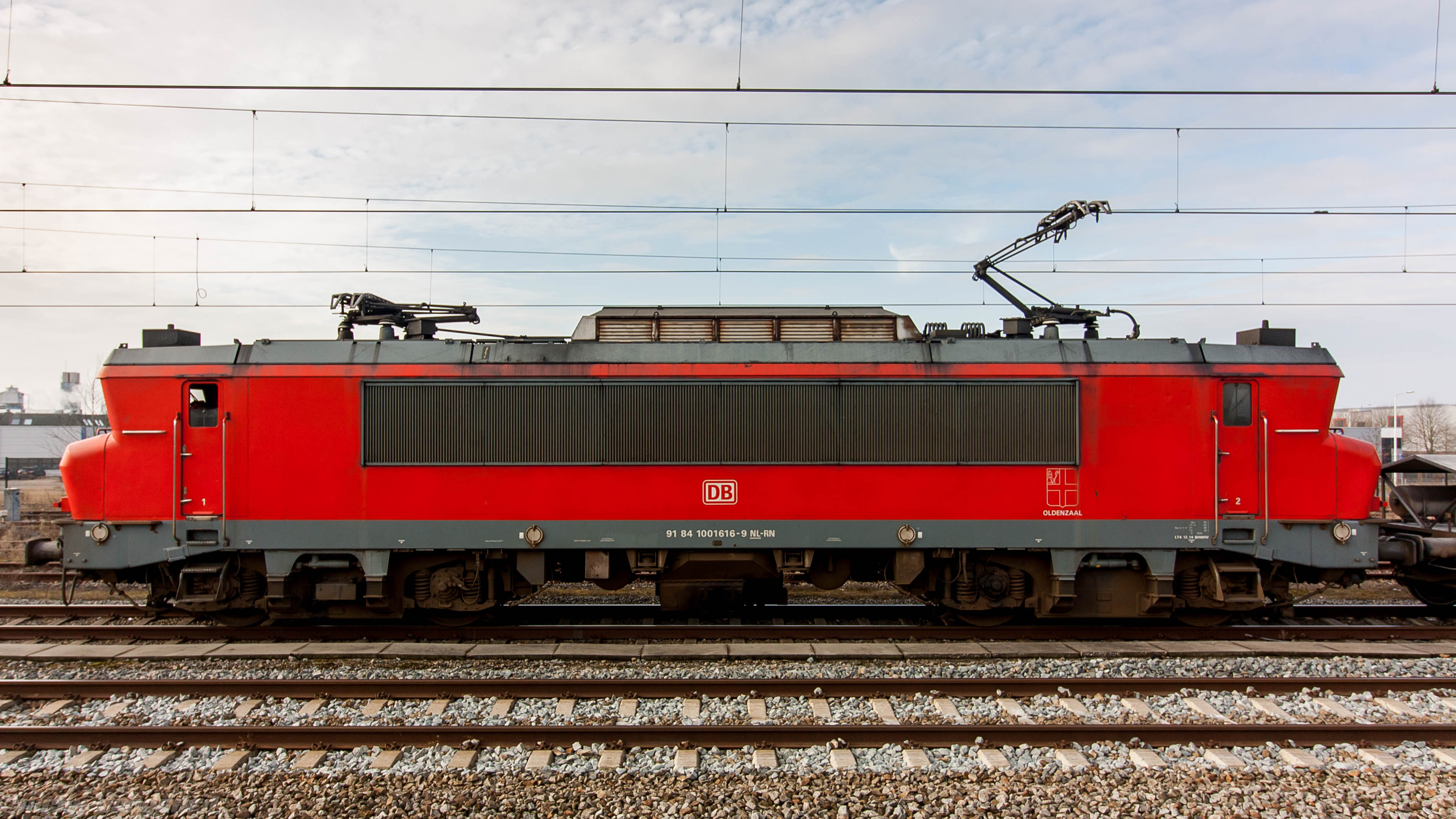
1616 der DB in Geldermalsen

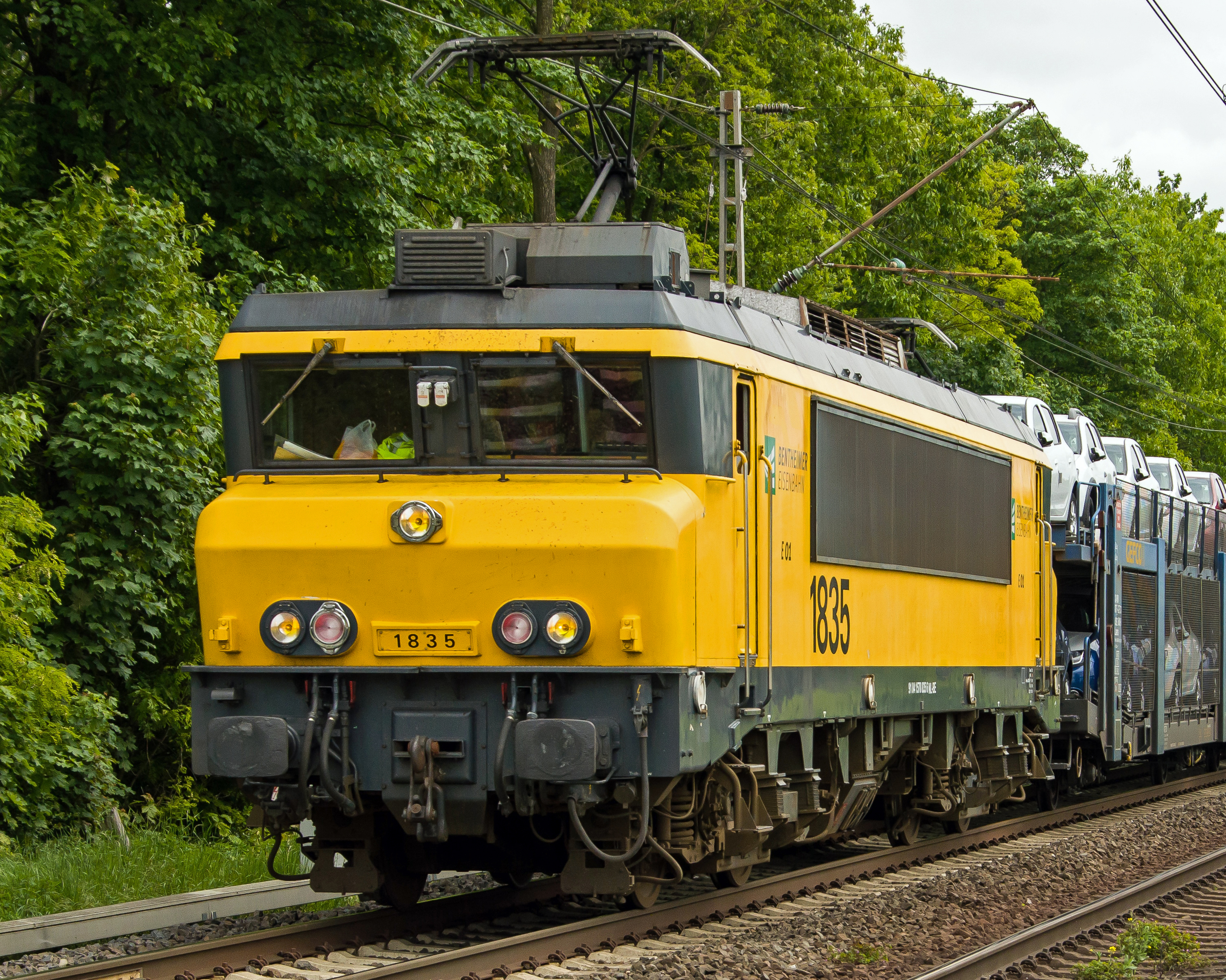
1835 der Bentheimer Eisenbahn (BE)

In den 1980er Jahren bekamen alle Lokomotiven den Namen und das Wappen einer Stadt in den Niederlanden.
| - 1601 – Amsterdam - 1602 – Schiphol - 1603 – Zutphen - 1604 – Dordrecht - 1605 – Breda - 1606 – Harderwijk - 1607 – Vlissingen - 1608 – ’s-Hertogenbosch - 1609 – Hoofddorp - 1610 – Hengelo - 1611 – Venlo - 1612 – Goes - 1613 – Roermond - 1614 – Schiedam - 1615 – Zandvoort - 1616 – Oldenzaal - 1617 – Assen - 1618 – Almelo - 1619 – Maastricht - 1620 – Arnhem - 1621 – Deventer - 1622 – Haarlem - 1823 – Hilversum - 1824 – Alkmaar - 1625 – Sittard - 1826 – Meppel - 1827 – Gouda - 1828 – Apeldoorn - 1829 – Ede | - 1830 – Zwolle - 1831 – Voorburg - 1832 – Nijmegen - 1833 – Bergen op Zoom - 1834 – Lelystad - 1835 – Enschede - 1836 – Heerenveen - 1837 – Amersfoort - 1838 – Groningen - 1839 – Leiden - 1840 – Steenwijk - 1841 – Almere - 1842 – Weert - 1843 – Heerlen - 1844 – Roosendaal - 1845 – Middelburg - 1846 – Leeuwarden - 1847 – Delft - 1848 – Valkenburg - 1849 – Oss - 1850 – Den Haag - 1851 – Tilburg - 1852 – Utrecht - 1853 – Den Helder - 1854 – Geleen - 1855 – Eindhoven - 1856 – Hoogeveen - 1857 – Rotterdam - 1858 – Zaandam |